# Анистратенко, Ася Альбертовна
А́ся Альбе́ртовна Анистра́тенко (род. 17 сентября 1975, Иркутск) — русская поэтесса, автор-исполнитель, переводчица, редактор.

## Биография
Родилась 17 сентября 1975 года в Иркутске. В 1980 году переехала в Новосибирский Академгородок. В 1997 году окончила с отличием факультет иностранных языков Новосибирского государственного педагогического университета, специальность — учитель английского и немецкого языков.
В 1997 году переехала в Санкт-Петербург. Работала журналистом, редактором СМИ, литературным редактором, переводчиком в различных издательствах. С 2002 по 2005 годы работала в Москве консультантом по подбору персонала. В 2005 году вернулась в Санкт-Петербург, работала переводчиком с английского языка в издательствах «Лимбус-Пресс», «Домино», в редакции озвучания телекомпанииПятый канал. С 2009 по 2018 годы была генеральным директором компании по производству фитостен. В 2016 году переехала с семьей в Москву. Работает переводчиком и редактором переводов с английского языка в области локализации.
Живет в Израиле с 2022 года.

## Творчество
Пишет песни с 1991 года, стихи — с 2000 года. С 2023 года участник Творческой Ассоциации «32 августа».

### Книги
- Приближение к теме. — СПб, Геликон Плюс, 2005. — 132 с. Дебютный сборник вышел в издательстве Александра Житинского, искавшего молодых талантливых поэтов в Рунете[2].
- Презеленый и синий. — Минск: А. Н. Вараксин, 2013. — 96 с.
- Второй свет : стихи. — Москва : Изд. И. Б. Белый, 2018. — 107 с. — ISBN 978-5-904935-80-1. — 100 экз.[3]

### Публикации
«День и ночь» (2010), «Зинзивер» (2014), «Эмигрантская лира» (2016), «Берлин. Берег» (2020), «Новый берег» (2023), «Литературная газета», «Форма слов», Полутона (2020), «Артикль»" (2022), (2023), «Новый Иерусалимский журнал» (2024).

### Сетевая поэзия
В 2002 году — главный редактор сайта со свободной публикацией Стихи.ру
Вместе с Дмитрием Коломенским составила и подготовила к печати один из первых крупных сборников сетевой поэзии «Тринадцать» (издательство «Скифия», 2002), в который вошли стихотворения авторов, в то время публиковавших свои произведения преимущественно или исключительно на сайте Стихи.ру.
с 2008 по 2014 год — редактор раздела «Поэзия» на портале «Сетевая словесность».

## Фестивали и конкурсы
- Лауреат различных фестивалей авторской песни в период с 1992 по 2000 годы
- Гран-при фестиваля авторской песни «Топос-1999»[12]. На протяжении многих лет входила в состав жюри фестиваля «Топос», вела творческие мастерские на этом и других фестивалях
- Лауреат 2-го открытого Чемпионата Балтии по русской поэзии-2013
- Член жюри нескольких Кубков мира и Чемпионатов Балтии по русской поэзии
- Участник фестивалей «Плюсовая поэзия» и «М-10» (Вологда), нескольких «Майфестов» в Москве
- Лонг-лист премии «Русского Гулливера» (2014)[13]
- Лонг-лист Григорьевской поэтической премии (2020)[14]
- Участник поэтической секции на форуме «СловоНово» в Тель-Авиве (2023)[15]

## Отзывы
- Борис Кутенков: «Над стихом как над зеркалом талой воды» (2010)[16]
- Андрей Пермяков: Обнять всех и каждого. О книге Аси Анистратенко «Второй свет» (2019)[3]
- Борис Кутенков: «Обзор литературной периодики» (2021)[17]
- Ирина Морозовская, «Проживание насквозь»[18]
- Вера Полозкова: «Есть девушка <…> она прекрасная, ее зовут Ася Анистратенко»[19]